# Jaime Linares (futbolista)
Jaime Linares Lázaro (Lima, 7 de mayo de 1983) es un exfutbolista peruano. Jugaba de mediocampista defensivo. 

## Clubes
| Club                      | País | Año       |
| ------------------------- | ---- | --------- |
| Sport Boys                | Perú | 2003-2007 |
| Coronel Bolognesi         | Perú | 2008      |
| Cienciano                 | Perú | 2009-2010 |
| Universidad César Vallejo | Perú | 2011      |
| Deportivo Municipal       | Perú | 2013      |
| Sport Boys                | Perú | 2014      |
| Deportivo Coopsol         | Perú | 2015      |